# Robyn Grey-Gardner
Robyn Grey-Gardner, née le 6 septembre 1964, est une rameuse d'aviron australienne. 

## Carrière
Robyn Grey-Gardner a participé aux Jeux olympiques de 1984 à Los Angeles. Elle a remporté la médaille de bronze  avec le quatre barré australien composé de Susan Chapman, Karen Brancourt, Margot Foster et Susan Lee. 